# Akın Akınözü
Akın Akınözü (Ankara, 22 settembre 1990) è un attore turco, noto per le sue interpretazioni nelle serie televisive Hercai, Payitaht Abdülhamid e Arkadaslar Iyidir.

## Biografia
Nato ad Ankara all'interno di una famiglia agiata, frequenta il Dipartimento di matematica presso il TED Ankara College per poi studiare matematica applicata all'Università della California - Berkeley.
Successivamente inizia a recitare in campo teatrale. Il debutto in televisione è del 2015 con la serie televisiva Muhtesem Yüzyil: Kösem, con Hakan Sahin, Sener Savas e Nurgül Yesilçay. Inizia a farsi notare poco più tardi nel ruolo di Yunus Caglayan con la fiction adolescenziale Arkadaslar Iyidir, dove affianca Devrim Özder Akin e Cankat Aydos.
Nel 2017 è impegnato nella serie Aslan Ailem a fianco di Burcu Özberk. Più tardi è scelto dal regista Serdar Akar per far parte del cast di Payitaht Abdülhamid, serie storica basata sul regno del 34º sultano dell'Impero ottomano Abdul Hamid II e con protagonisti Bülent İnal e Özlem Conker. Qui veste i panni di Ömer, valoroso cittadino che si invaghisce dell'attraente Melike, interpretata da Ezgi Eyüboğlu, e che per questo entra in conflitto con il principe Abdülkadir, interpretato da Can Sipahi.
Dopo un anno di pausa, nel 2019 torna sul piccolo schermo con la serie drammatica Hercai, in onda su ATV, dove affianca Ebru Şahin. Qui interpreta Miran Aslanbey, uomo che cerca vendetta per i propri genitori e che per questo seduce la bella e innocente Reyyan Sadoglu, finendo tuttavia con l'invaghirsi della giovane. Il progetto si rivela un successo sia in Turchia che all'estero e contribuisce a lanciare il nome dei protagonisti, oltre ad essere presentato al MIPCOM nell'ottobre dello stesso anno.

## Filmografia

### Televisione
- Il secolo magnifico: Kösem (Muhteşem Yüzyil: Kösem) – serie TV (2015-2016)
- Arkadaslar Iyidir – serie TV (2016)
- Aslan Ailem – serie TV (2017)
- Payitaht Abdülhamid – serie TV (2017)
- Hercai - Amore e vendetta (Hercai) – serie TV (2019)
- Kaderimin Oyunu – serie TV (2021-2022)
- Tuzak – serie TV (2022-2023)
- Yaban Çiçekleri – serie TV (2024)